# Nadja Hüpscher
Nadja Hüpscher (nacida el 23 de marzo de 1972) es una actriz y escritora holandesa.

## Primeros años
Hüpscher estudió Gestión Cultural en la Escuela de Artes de Ámsterdam y también hizo teatro amateur en ese momento.

## Carrera
En 1999, ganó el premio Becerro de Oro a la Mejor Actriz por su papel de Noor en Basado en la novela dirigida por Eddy Terstall. En 2001, apareció en la película Costa! dirigida por Johan Nijenhuis y en 2004 apareció en la película Simon dirigida por Eddy Terstall.
En 2007, participó en el popular programa de televisión Wie is de Mol?. En 2020, apareció en una edición especial de aniversario del programa, llamada Wie is de Mol? Renaissance, que contó solo con concursantes de temporadas anteriores. Nadja publicó su primer libro en 2014, In the wild, conversaciones en la calle, con Atlas Contact. Escribe columnas y artículos para varias revistas. Terminó sus estudios en Scriptacademy en 2018. Nadja Hüpscher también ha sido embajadora del Instituto Helen Dowling desde 2021.

## Filmografía

### Como actriz
| Filmografía |                                                            |                 |                        |
| Año         | Título                                                     | Rol             | Observaciones          |
| Películas   |                                                            |                 |                        |
| 1996        | Hufters y damas de honor                                   | susana          |                        |
| 1998        | Babilonia                                                  | lena            |                        |
|             | enmarcado                                                  |                 |                        |
| 1999        | la pelicula del libro                                      | Verde noruego   |                        |
| 2000        | Alquile a un amigo                                         | françoise       |                        |
|             | Buenas obras a la luz del día: En camino                   | helena          | película de televisión |
|             | noche en la ciudad                                         | silvia          | película de televisión |
| 2001        | descartado                                                 | mariano         | película de televisión |
|             | ¡Costa!                                                    | Joyce           |                        |
| 2002        | Deja Vu                                                    | Femme Fatale    |                        |
|             | Polonesa                                                   | Robin           | película de televisión |
| 2003        | El orden                                                   | Lisa            | película de televisión |
| 2004        | Simón                                                      | Alegría         |                        |
| 2005        | jardín del Edén                                            | Víspera         | cortometraje holandés  |
| 2006        | la decepción                                               | Connie          | película de televisión |
| 2007        | Reorganización del Departamento de Reubicación de Franeker |                 |                        |
|             | El momento de la verdad                                    |                 |                        |
|             | Ernst, Bobbie y el astuto Onix                             | suzy            |                        |
|             | dennis p.                                                  | tiffany         |                        |
|             | Sexteto                                                    | Suus            |                        |
| 2015        | ¡Sí!                                                       | Saskia          |                        |
| 2019        | la libia                                                   | conferenciante  |                        |
| Televisión  |                                                            |                 |                        |
| 1999        | Baantjer: De Cock y el asesinato por instinto              | Tamara de Wall  | estrella invitada      |
| 2001        | Los actores                                                | ellie           |                        |
| 2002        | Traumatismos 24/7                                          | masha jacobs    |                        |
| 2004        | El Departamento                                            | Víspera         |                        |
| 2007        | ¿Quién es el topo?                                         | sí misma        |                        |
| 2011        | Canción de la vida                                         | madee aipurri   |                        |
| 2013        | Canción de la vida                                         | madee aipurri   |                        |
| 2015        | De camino a Pakjesavond                                    | Federico        |                        |
| 2016        | La cocina de Mouna                                         | babette         |                        |
|             | Buenos y malos tiempos                                     | elisa matar     | 15 episodios           |
| 2017        | Bruselas                                                   | María           |                        |
|             | NIÑOS                                                      | Nini            |                        |
| 2020        | ¿Quién es el topo?                                         | sí misma        | Edición de aniversario |
| 2022        | Scrooge en vivo                                            | Sra. Estafadora |                        |
| Teatro      |                                                            |                 |                        |
| 1998        | pezones de piel                                            |                 |                        |
| 1999        | Confusiones                                                |                 |                        |
| 2000        | El nombre                                                  |                 |                        |
|             | Kasimir y Carolina                                         |                 |                        |
| 2001        | el interrogatorio                                          |                 |                        |
| 2002        | Wina canta                                                 |                 |                        |
| 2003        | El nombre                                                  |                 |                        |
| 2005        | Proyecto de Shakespeare                                    |                 |                        |
| 2007        | Lazo de sangre (Orkater)                                   |                 |                        |
| 2010        | CHULO                                                      |                 |                        |
|             | Molesto (Fábrica de pájaros)                               |                 |                        |
| 2013        | Old Peanuts (Producciones Rudolphi)                        |                 |                        |

### Como concursante
- 2007: ¿Quién es de Mol?
- 2020: ¿Quién es de Mol? Renacimiento (temporada de aniversario)